# Ghiacciaio Fry
Il ghiacciaio Fry è un ghiacciaio lungo circa 32 km situato nella regione centro-occidentale della Dipendenza di Ross, in Antartide. Il ghiacciaio, il cui punto più alto si trova a circa 800 m s.l.m., si trova in particolare a est della dorsale Convoy, dove fluisce verso est partendo dal versante nord-orientale di quest'ultima e venendo ingrossato dai flussi di altri ghiacciai, tra cui il Northwind, il Towle e l'Atka, per poi scorrere fiancheggiando l'estremità meridionale della dorsale Kirkwood fino a entrare nella baia di Tripp, poco a nord del ghiacciaio Albrecht Penck.

## Storia
Il ghiacciaio Fry è stato scoperto e mappato dai membri della spedizione Nimrod, condotta dal 1907 al 1909 e comandata da Ernest Shackleton, i quali lo hanno poi così battezzato in onore di A. M. Fry, uno dei finanziatori della spedizione.